# 青師団メダル
スペイン義勇兵反ボリシェヴィズム記念メダル(ドイツ語: Erinnerungsmedaille für die spanischen Freiwilligen im Kampf gegen den Bolschewismus、通称青師団メダル)は、ナチス・ドイツの勲章。

## 概要
スペイン内戦時にドイツから派遣されたコンドル軍団への見返りとして、第二次世界大戦中スペインのフランシスコ・フランコから第250歩兵師団（青師団）がドイツ・対ソ方面へ派遣された。その戦功を称えるため、1944年1月3日に青師団メダルが制定された。
青師団メダルの略綬は、二級鉄十字章の略綬(右)に類似しているが、中央にスペインを表す黄色の線が入っており、区別されている。
メダルの表面には、上部にドイツ軍のヘルメットが、中央にドイツ・国家鷲章とスペイン・ファランヘ党紋章が、下部にハーケンクロイツと柏葉が描かれている。裏面にはスペイン語のDivisión Española de Voluntarios en Rusiaと鉄十字が刻まれている。

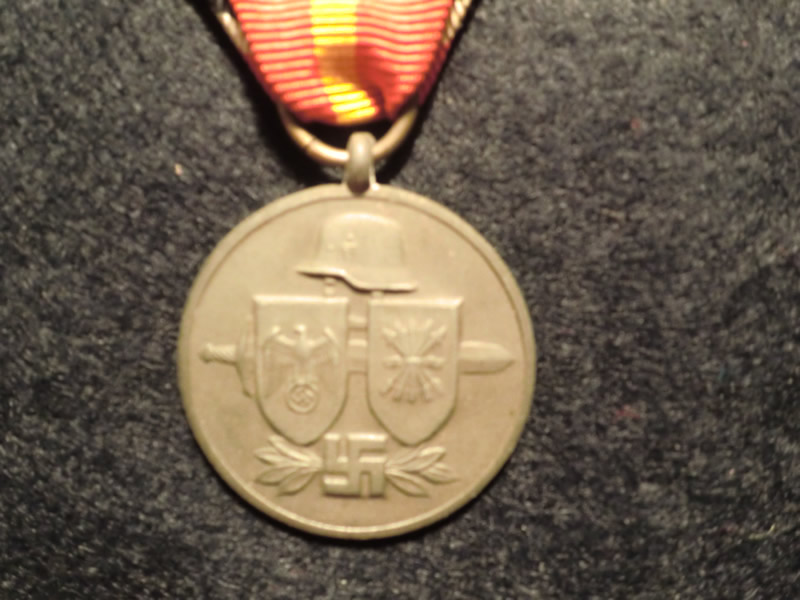
青師団メダルの表面。
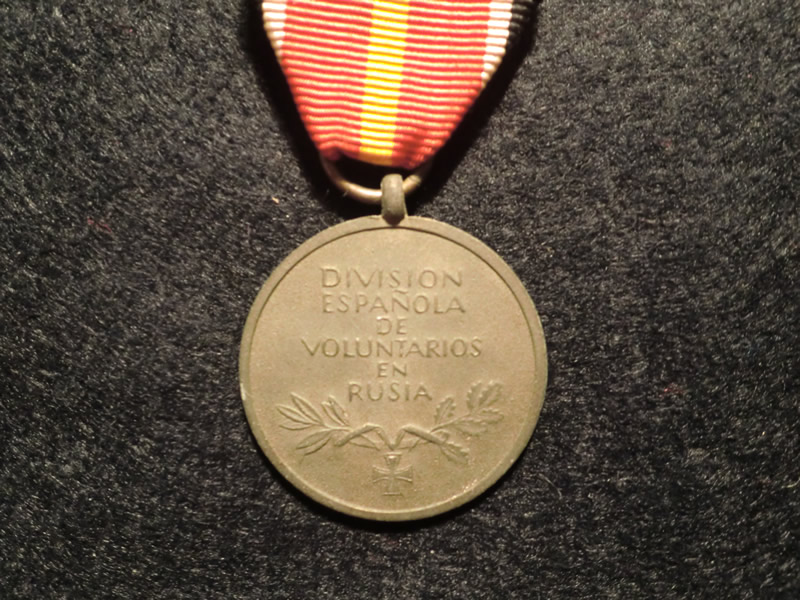
青師団メダルの裏面。